# 陈叔武
陳叔武（582年—632年后），陳宣帝陈頊第四十子，母亲不详。
陳叔武是陳宣帝晚年的儿子，陳宣帝于582年去世。在南陈灭亡之前，年纪太小没有封爵。陈后主祯明三年（589年），陈朝灭亡，陳叔武随大哥陈叔宝入隋至雍州大兴城。史书没有他在隋朝的事迹。唐朝建立后，陳叔武任沂州（治今山东省临沂市）刺史，转任光禄卿。
他的儿子陈玄度官至密王（李元晓）祭酒、鄂州永兴（今湖北省阳新县）县令。陈玄度娶蒋氏。陈玄度生于唐太宗貞觀六年（632年），卒于唐玄宗开元五年（717年），可以说明陳叔武至少活到632年。